# Сценічне устаткування

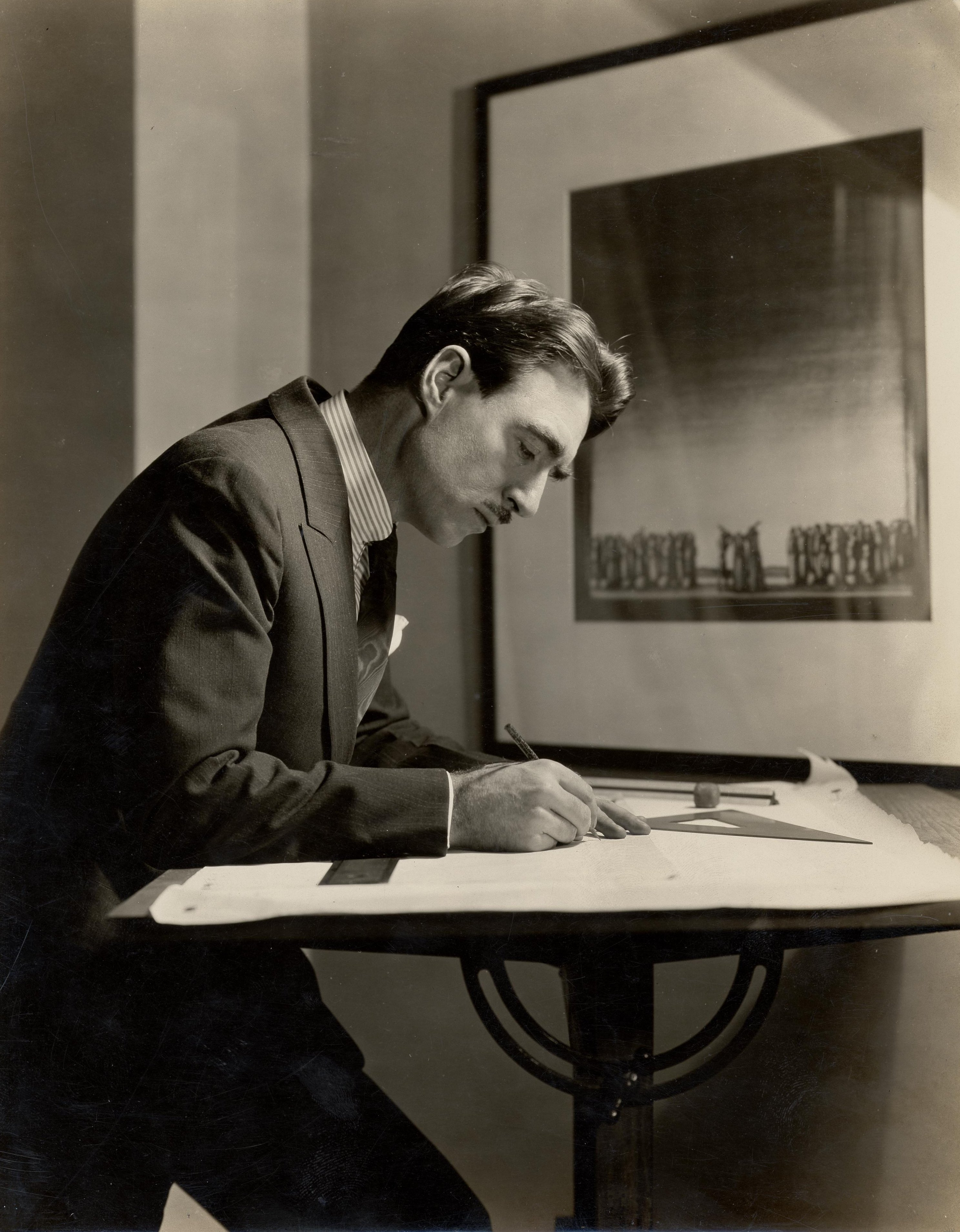
Майстер-початківець Роберт Едмонд Джонс (1887–1954) працює за креслярським столом (приблизно 1920).

Сцені́чне устаткува́ння — це технічний аспект театральної, кіно- та відеопродукції. Процес устаткування означає створення та оформлення декорацій, розміщення та налаштування освітлення, проєктування та закупівлю костюмів, сценічний грим, режисуру, звукорежисуру та забезпечення реквізиту. Поняття сценічного устаткування відрізняється від ширшого терміна «сценографія». Це, насамперед, практична реалізація мистецького бачення митця-декоратора, оскільки ця галузь вважається скоріше технічною, а не мистецькою.
У найпростішій формі сценічне устаткування може здійснюватися однією людиною (часто помічником режисера для невеликих постановок), яка підготовлює всі декорації, костюми, освітлення та звук, а також підбирає акторський склад. Регіональні та більш великі громадські театри, як правило, налічують технічного директора та кількох митців-декораторів, кожен з яких відповідає за свій окремий проєкт. У значно більших масштабах, як, наприклад, сучасний Бродвейський театр, успішне підготування шоу до прем’єри потребує праці кваліфікованих теслярів, художників, електриків, сценографів, швейників, пастижерів тощо. Сучасне сценічне устаткування високотехнологічне та вузькоспрямоване: воно включає багато підрозділів наряду з величезною скарбницею історії та традицій.

## Історія
Перші згадки про сценічне устаткування виникли ще у Стародавній Греції. Грецьке «Skene» можна приблизно перекласти як «сцена» або «декорація», що буквально означає великий одноповерховий декоративний будинок з трьома дверима. Із глядацької сторони скени можна було повісити те, що нині називають декорацією. Звичайні декорації перетворилися на двобічні розмальовані конструкції, які встановлюються по центру на обертовому штифті, з мотузкою, протягнутою до кожного послідовного штифту таким чином, щоб декорації можна було розгортати під час зміни сцени. Двобічні декорації згодом перетворилися на періакти — декорації у вигляді обертових тригранних призм.
Поряд із декораціями греки використовували такі пристрої, як еккіклему, тобто платформу на колесах, а також еорему (яка пізніше стала називатися механе): ручну підойму, яку можна використовувати для підіймання актора чи декорації над сценою або спускання бога з неба — звідси походить вираз deus ex machina, тобто «Бог із машини». Греки винайшли понад 20 таких пристроїв для сцени. Для освітлення використовувалося лише сонячне світло, п'єси починалися зі сходом сонця і тривали до його заходу.
Середньовічні п’єси розігрувалися в різних місцях, як-от вулиці міст і містечок, мандрівними світськими трупами акторів. Деякі виконувалися в монастирях під керівництвом церкви, часто зображуючи релігійні сцени. Майданчики для вистав могли розміщуватися як у приміщенні, так і просто неба (plain-an-gwarry – середньовічний амфітеатр). Виконувалися п’єси лише там, де була змога використовувати реквізит для вистави. Для залучення публіки виконувалися пісні.
Сучасніше сценічне устаткування розвинулося у Англії у період 1576–1642 рр. У Лондоні існувало три різні типи театрів — громадські, приватні та двірські. Їхній розмір та вигляд різнилися, проте більшість мали округлу форму. Такі публічні театральні підмостки, як театр «Глобус», користувалися оснащенням, що поміщали у кімнатку на даху для підіймання та опускання декорацій чи акторів, а також будували сцену на підвищенні, використовуючи лазівки під час театральних постановок. Більшість театрів мали округлу форму з відкритим майданчиком над оркестровою ямою для проникнення сонячного світла та освітлювання сцени. Для отримання глядацьких місць в ямі потрібно було сплачувати певну суму. Сидячі місця коштували дорожче. Вистави придворного театру відбувалися під час свят і урочистих заходів.
Приблизно в часи англійської Реставрації у Франції були створені авансцени, тобто передні частини павільйону, які до сьогоднішнього дня користуються неабияким попитом та передусім поєднують в собі елементи декорацій по своїй конструкції й по суті створюють декорації безпосередньо на сцені. Для освітлення у той період використовувалися свічки, що розміщували на канделябрах над сценою, вони слугували такими собі прожекторами.
Під час вікторіанської епохи в Англії з появою Вест-Енду сценічне устаткування почало швидко розвиватися.  Після припливу міських жителів у більші райони Лондона парламент був змушений скасувати попередні закони про ліцензування і дозволив усім театрам ставити п’єси  у 1843 році. З метою залучення великої аудиторії для перегляду вибухів, спалахів та чудодійних перетворень прямо на сцені були запроваджені електричне освітлення та гідравліка. Технології, розроблені в другій половині 19. століття, проклали шлях для створення спеціальних ефектів для використання в кіно.
Сценічне освітлення продовжувало свій розвиток. В Англії була розроблена з метою навігації форма лампи з використанням паяльної трубки для нагрівання вапна до розжарювання – незабаром таку форму почали використовувати для театральних вистав, а рампи стали широко поширеною формою штучного світла для театрів. Для контролю фокусування світла використовувалася лінза Френеля.
Доктор Френель, спочатку з метою замінити великі опуклі лінзи на маяках, розділив опуклу лінзу на ряд кіл, подібно до кілець на дереві, і, утримуючи кут конкретної ділянки, перемістив ділянку набагато ближче до пласкої сторони опуклої лінзи.
Після свічок з'явилося газове освітлення, при якому використовувалися труби з невеликими отворами, які запалювалися перед кожним виступом, їх можна було притушувати, контролюючи потік газу, доки полум'я не згасало. На рубежі 20. століття багато театральних компаній, які переходили від газу до електроенергії, встановлювали нову систему поруч зі старою, що призводило до частих вибухів і пожеж через те, що електроенергія викликала загорання газопроводів.
Сучасне театральне освітлення електричне; використовується чимало світильників і освітлювальних приладів, а ця галузь швидко стає однією з найбагатогранніших та найскладніших в індустрії.

## Підрозділи
Сценічне устаткування включає велику кількість дисциплін, які зазвичай поділяються на ряд основних підрозділів:
- Освітлення: дизайн освітлення, який включає в себе процес визначення кута, розміру, інтенсивності, форми та кольору світла для кожної окремої сцени. Розміщення, налаштування, закупівля та обслуговування освітлювального та спецефектного обладнання, аспекти управління шоу.
- Сценічний грим/перуки: використання сценічного гриму та перук для підкреслення особливостей актора.
- Механіка: проєктування, розробка та експлуатація  підвісних декорацій чи підіймання виконавців у повітря, левітація механізованих сценічних елементів і спецефектів.
- Виробничий процес, включаючи сценічне керівництво, управління виробництвом, контроль виступів, місцеве керівництво та керівництво компанії.
- Декорації, включаючи павільйонні побудови, сценічний розпис, театральні драпірування та сценічні завіси, а також спеціальні ефекти.
- Звукове оформлення, що може включати музичне увиразнення, поєднання вокалу та інструментальної музики, а також театральні звукові ефекти. Звукорежисер також несе відповідальність за системне проектування та конструювання.
- Театральна власність або реквізит, що включає в себе меблі, комплекти для перевдягання та всі предмети великого та малого розміру, які не можна класифікувати як декорації, елементи освітлення або гардеробу. Може відбуватися певне змішання цих категорій. Реквізит, яким актори користуються, відомий як ручний реквізит, а той, що є частиною вбрання актора — як особистий реквізит.
- Гардероб: дизайн костюмів, їх створення, закупівля та догляд за ними.
- Відео (або Проєкція): відносно нова галузь сценічного устаткування, що набуває все більшої популярності. Може бути окремою дисципліною або заміщуватися дисциплінами Освітлення та Декорації.
- Сценічна автоматизація: це використання і керування рухомою електронікою з можливістю переміщати елементи декорацій, встановлювати перев'язувальні матеріали та сценічне покриття з-поміж багатьох інших елементів сцени. Сценічна автоматизація може також включати оснащення, за допомогою якого для управління елементами декорацій використовується двигун.

## Список джерел
1. ↑  Cp;dewey,John.
2. ↑  Styan, John."
3. ↑  Bratton, Jacky.
4. ↑  White, Timothy R. (2015). Blue-Collar Broadway: The Craft and Industry of American Theater. University of Pennsylvania Press. ISBN 9780812246629.